# Services Industriels de Genève
Die Services Industriels de Genève (SIG) sind ein Schweizer Infrastrukturunternehmen mit Sitz in Le Lignon in der Gemeinde Vernier. Während es in den Bereichen Trinkwasser, Abwasser, Abfallbeseitigung und Stromverteilung  im Kanton Genf ein Monopol hat, steht es in den Bereichen Erdgas- und Wärmeversorgung, Stromerzeugung und anderen Dienstleistungen (z. B. Telekommunikation) im Wettbewerb mit anderen Unternehmen.:19–21

## Geschichte
Das Unternehmen wurde 1896 gegründet. Von 1896 bis 1931 war das Unternehmen unter kommunaler Kontrolle der Stadt Genf, seit 1931 steht es unter kantonaler Aufsicht.

## Eigentümerstruktur
Laut Artikel 3 des Loi sur l’organisation des Services industriels de Genève (Gesetz über die Organisation der Services industriels de Genève) beträgt das Grundkapital des Unternehmens 100 Millionen Schweizer Franken. Davon werden 55 Millionen Franken vom Kanton Genf, 30 Millionen Franken von der Stadt Genf und die restlichen 15 Millionen Franken von den übrigen Gemeinden im Kanton Genf gehalten.

## Beteiligungen
Die SIG sind unter anderem an folgenden Unternehmen beteiligt:
- Energiedienst Holding, Laufenburg, Stromerzeugung und -vertrieb, 15,1 %[3]:24
- EOS Holding, Lausanne, Stromerzeugung, -transport, -handel und -vertrieb, 23,0 %[3]:22
- Gaznat, Lausanne, Erdgastransport- und Vertrieb, 37,5 %
- Société des Forces Motrices de Chancy-Pougny SA, Chancy, Stromerzeugung im Kraftwerk Chancy-Pougny, 72,2 %
- Swisspower Renewables AG, Zürich, Beteiligungsgesellschaft im Bereich erneuerbare Energien, 23,3 %
- Swisspower Energy AG, Zürich, Energieverteilung, 29,9 %